# Eublemma staudingeri
Eublemma staudingeri is een vlinder van de familie van de spinneruilen (Erebidae). De wetenschappelijke naam van deze soort is voor het eerst voorgesteld als Thalpochares staudingeri door Hans Daniel Johan Wallengren in een publicatie uit 1875.

## Verspreiding
De soort komt voor in Niger, Nigeria, Eritrea, Jemen, Zimbabwe en Zuid-Afrika.

## Ondersoorten
- Eublemma staudingeri minuticula Hacker & Schreier, 2019 (Nigeria, Eritrea, Jemen)
- Eublemma staudingeri staudingeri (Wallengren, 1875) (Zimbabwe, Zuid-Afrika)
  - = Eublemma staudingeri pretoriae Distant, 1898